# 1556 en santé et médecine
| Années de la santé et de la médecine : 1553 - 1554 - 1555 - 1556 - 1557 - 1558 - 1559    |
| Décennies de la santé et de la médecine : 1520 - 1530 - 1540 - 1550 - 1560 - 1570 - 1580 |

Cet article présente les faits marquants de l'année 1556 en santé et médecine.

## Fondation
- L'aumône Saint-Pouair, fondée en 1298 à Orléans près de l'église Saint-Paterne, prend le nom d'« Aumône des garçons », lesquels garçons elle se charge de loger, de nourrir, d'instruire et de placer chez des artisans[1].

## Publications
- Giovanni Francesco Rota (it) († 1558), chirurgien aux armées de Jules III pendant la guerre de Parme, réédite l'ouvrage qu'il a fait paraître l'année précédente 1555 « Sur la nature et le traitement des blessures de guerre [en général] » (De bellicorum tormentorum vulnerum natura et curatione), en le complétant d'un traité « Sur les blessures causées par les arquebuses » (De Vulineribus sclopetorum[2],[3]).
- Pierre Franco, chirurgien lithotomiste, fait paraître à Lyon, chez Antoine Vincent, son Petitt traité de chirurgie[4].
- Le médecin et humaniste espagnol Andrés Laguna de Segovia (1499-1559) fait imprimer à Anvers, chez Plantin, son traité Sobre la cura y preservacion de la pestilencia (« Sur la préservation et le traitement de la peste »), qui n'est qu'un reflet des idées de l'époque[5].
- Juan Valverde de Amusco (en) (c.1525-c.1587) publie à Rome son Historia de la composicion del cuerpo humano[6],[7].

## Décès
- Novembre : Jean Schyron (né à une date inconnue), chancelier de l'université de médecine de Montpellier[8].
- Louis de Bourges (né en 1482), médecin de Louis XII et Premier médecin de François Ier et d'Henri II, rois de France[9].